# 고지대투코투코
고지대투코투코(Ctenomys opimus)는 투코투코과에 속하는 설치류의 일종이다. 아르헨티나와 볼리비아, 칠레, 페루의 고지대 초원에서 발견되며, 굴을 파고 땅 속에서 생활한다.

## 아종
- C. o. luteolus Thomas, 1900
- C. o. nigriceps Thomas, 1900
- C. o. opimus Wagner, 1848